# Dianthovirus
Sous-famille
Genre
Espèces de rang inférieur
- espèce-type : Carnation ringspot virus

Dianthovirus est un genre de virus appartenant à la famille des Tombusviridae, sous-famille des Regressovirinae, qui contient 3 espèces acceptées par l'ICTV. Ce sont des virus à ARN à simple brin de polarité positive (ARNmc), rattachés au groupe IV de la classification Baltimore. 
Ces virus infectent les plantes (phytovirus).
Dans la nature, les Dianthovirus ont une gamme d'hôtes naturels relativement modérée, limitée aux plantes dicotylédones. En revanche, la gamme d'hôtes expérimentaux comprend un large éventail d'espèces herbacées des familles Solanaceae, Fabaceae, Cucurbitaceae et Asteraceae. La plupart des plantes sont infectées localement (de manière non systémique).
Ces virus d'origine tellurique sont facilement transmis dans le sol sans l'aide d'un vecteur biologique. Ils sont également facilement transmis par inoculation mécanique. Ils ne sont pas transmis par les graines, ni par les insectes, les nématodes ou les champignons du sol. Toutefois, on a signalé des cas de transmission du RCNMV (Red clover necrotic mosaic virus) par Olpidium..   

## Étymologie
Le nom générique, « Dianthovirus », se réfère au nom générique, Dianthus, de  l'œillet, hôte naturel de l'espèce-type, Carnation ringspot virus.

## Structure
Les particules sont des virions non-enveloppés, parasphériques, à symétrie icosaédrique (T=3), d'environ 28 à 34 nm  de  diamètre. La capside est composée de 180 sous-unités protéiques, formées en 30 capsomères hexamériques.
Les segments du génome sont encapsidés séparément dans différents types de particules.
Le génome, segmenté, bipartite (ARN1 et ARN2), est constitué d'ARN linéaire à simple brin de sens positif, dont la taille est d'environ 3,7 à 4,0 kbases pour l'ARN1 et de 1,3 à 1,4 kb pour l'ARN2.

## Liste des espèces
Selon NCBI (17 janvier 2021) :
- Carnation ringspot virus (CRSV)
- Red clover necrotic mosaic virus (RCNMV)
- Sweet clover necrotic mosaic virus (SCNMV)